# Rue Sainte-Hélène (Lyon)
Pour les articles homonymes, voir Rue Sainte-Hélène.
La rue Sainte-Hélène est une rue du quartier d'Ainay située sur la presqu'île dans le 2e arrondissement de Lyon, en France.

## Situation et accès
La rue débute place Antoine-Vollon pour se terminer place Gailleton. Elle est traversée par les rues Victor-Hugo, Auguste-Comte et de la Charité. L'impasse Catelin et la rue d'Auvergne commence rue Sainte-Hélène tandis que celle de Saint-François-de-Sales finit dans cette rue. La circulation se fait en sens unique de la place Gailleton vers la place Antoine-Vollon avec un stationnement d'un seul côté.

## Origine du nom
La rue tient son nom d'une recluserie de femmes dédiée à sainte Hélène (248-330), impératrice romaine,.

## Histoire

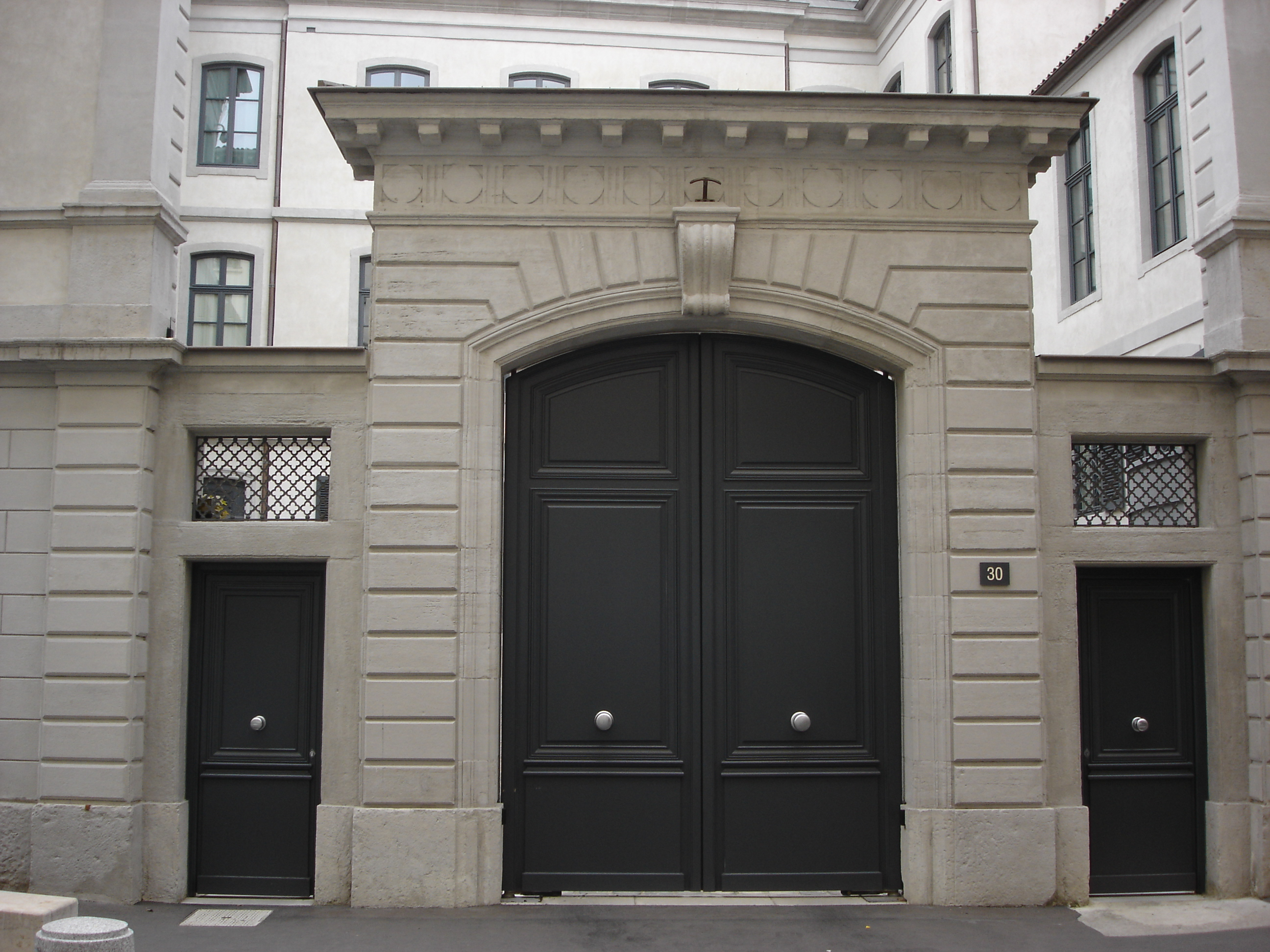
Hôtel de Cuzieu

A l’époque romaine, à l’emplacement probable d’une voie de l’île des Canabae, où se trouvaient les entrepôts de Lugdunum, ce qui en ferait l’un des plus anciens axes de la presqu’île,. 
Au Moyen Âge, la rue était bordée au sud par le mur d’enceinte de l’abbaye d’Ainay. 
Au XVIe siècle, elle était la seule rue traversant la presqu’île au sud de Bellecour et n’était bordée que de quelques maisons.
- Au N°8, Marguerite Flavien (1912-1944) enseignante et résistante française, qui est arrêtée lors d'une mission à Lyon en avril 1944, se défenestre à ce numéro, peut-être de peur de parler sous la torture[6].
- Au N°9, emplacement de la recluserie sainte Hélène puis couvent des visitandines de sainte-Marie de Bellecour où saint François de Sales décède[7]. On construit ensuite la caserne de la gendarmerie à cheval[8]. C'est actuellement la maison de la métropole pour les solidarités[9].
- Au N°10, adresse du Lycée Saint-Marc fondé par les Jésuites[10]. Ambroise Monnot (1831-1898) fondateur de l’université Saint-Joseph de Beyrouth, y a  vécu[11]. Une plaque indique que l'abbé Pierre (1912-2007) y effectue ses études de 1921 à 1930  et qu'il est ordonné prêtre dans la chapelle du lycée le 24 août 1938.
- Au N°11, maison natale de Joséphin Peladan (1858-1918) occultiste français[12].
- Au N°24, maison natale de Joseph Bethenod (1883-1944) ingénieur français[13].
- Au N°28,5 de la rue correspond à une ancienne maison de retraite des Jésuites, ce qui explique sa numérotation atypique[14]
- Au N°30, Nicolas Yemeniz (1783-1871) bibliophile à vécu à cette adresse[15]. L'hôtel de Cuzieu se situe également à cette adresse[3].

En 2020, plusieurs arbres sont plantés dans la rue aux alentours de son croisement avec la rue Victor-Hugo, ce dans le cadre de la rénovation de cette dernière, ne permettant pas d’y planter des végétaux de par la présence du métro A en son dessous.